# Alejandro Escovedo
Alejandro Escovedo (San Antonio, 10 gennaio 1951) è un cantautore statunitense.
Nato nel Texas in una famiglia di emigrati dal Messico. Cresciuto con la passione per la musica trasmessa dai suoi fratelli Coke e Pete (percussionista di Santana e padre di Sheila E) forma a San Francisco nel 1975 il gruppo punk rock/new wave Nuns. Nel 1980 ne fuoriesce, si trasferisce ad Austin e forma prima i Rank and File, gruppo alternative country e poi i True Believers.
La svolta avvenne nei primi anni novanta quanto decise di intraprendere la carriera solista. Collabora con Ryan Adams, Whiskeytown e il disco tributo a Skip Spence.

## Discografia
- Gravity (1992)
- Thirteen Years (1994)
- With These Hands (1996)
- More Miles Than Money: Live 1994-1996 (1998)
- Bourbonitis Blues (1999)
- A Man Under the Influence (2001)
- By the Hand of the Father (2002)
- The Boxing Mirror (2006)
- Real Animal (2008)
- Street Songs of Love (2010)
- Big Station (2012)
- The Crossing (2018)
- La Cruzada (2021)